# あさぎ夕
あさぎ 夕（あさぎ ゆう）は、日本の男性声優。主に18禁作品に出演している。

## 出演作品
※太字は主役・メインキャラクター

### ゲーム
2009年
- 空を飛ぶ、7つ目の魔法。（櫻井秀一）

2010年
- あるぴじ学園（チン・ピラー）
- ことり Love Ex P（山瀬マコト）
- 超時空爆恋物語～door☆pi☆chu～

2011年
- A.G.II.D.C. 〜あるぴじ学園2.0 サーカス史上最大の危機!?〜（チン・ピラー）
- オメルタ 〜沈黙の掟〜（密林の虎）
- 裸執事（有里和馬）
- ユユカナ -under the Starlight-（西句誠司）

2012年
- fortissimo EXS//Akkord:nächsten Phase（櫻井俊介）

2013年
- イノセントバレット -the false world-（長澤賢太）
- オメルタ CODE:TYCOON（密林の虎）
- 裸執事 ～やらしつじ&やさしつじ～（有里和馬）

2014年
- オメルタ 〜沈黙の掟〜 THE LEGACY（密林の虎）
- Gilded Cage（鮫島航）
- 迷える2人とセカイのすべて（逸見六連星）

2015年
- オルフレール（ノア・リード）

2016年
- 赤ずきんと迷いの森（きつねさん）
- オメルタ CODE:TYCOON 戒（密林の虎）
- 罪ナル螺旋ノ檻（ニコ）

2017年
- オルフレール ～幸福の花束～（ノア・リード）
- ふるえ、ゆらゆらと 下弦の章（早浪）

### OVA
- ばくあね 弟しぼっちゃうぞ! THE ANIMATION（2014年、早崎涼史郎）
- 女子高生の腰つき 演劇部編（2015年、鈴木）
- 漆黒のシャガ THE ANIMATION 第二話『件』（2018年、都人）[6]

### 配信アニメ
- 終電後、カプセルホテルで、上司に微熱伝わる夜。 完全版（2018年、羽田野秋彦）[7]
- 指先から本気の熱情-幼なじみは消防士- 完全版（2019年、羽瀬淳[8]）

### テレビアニメ
- 夫婦交歓〜戻れない夜〜（2023年、鈴川礼司[9]）

### ドラマCD
- 危ないトライアングル +修羅場エスケープ2+家庭教師の教え子とお兄さん（天野紅）
- 淫魔 第4弾 小悪魔な誘惑・内気な誘惑（小悪魔淫魔、内気淫魔）
- うきうきウィークエンド5 幼馴染の彼（仲舘圭一）
- ウサギ科ダーリン（卯飼陽）
- お姉さまと僕～約束のジュリエット～（平子真尋）
- オメラスの神庭～参ノ噺、枇月～（枇月）[10]
- 彼と添い寝でしたいコトぜんぶ シリーズ（藤木空）
  - 彼と添い寝でしたいコトぜんぶ
  - 彼と添い寝でしたいコトもっと
- 課外授業 1時限目 「相聞歌」 （折戸響）[11]
- キョウダイの恋愛事情 vol.5（鹿嶋凛久）[12]
- 恋。しかるべき（芹沢拓海）
- 恋人vs二次元 第2巻 「オタク彼氏の場合」（栢森遥希）
- コイビト未満・・・？（結城蓮）
- この恋は溺れる夜の魔法 第1弾 ～王子様は溺れない～（園崎泉）
- サークル♥カタログ（音羽葵）
- 終末のエスペランサ Act.01（カガリ）
- 私立常盤坂学院 - immoral game - 第3巻（司原ナオ）
- Sweets Blossom（倉崎圭太）
  - 圭太編
  - 圭太編 After Story
- 想愛性ノエシス2 ～ありがとう、でも～（風見涼介）
- 大好きな彼とHして腕まくらでピロートークされちゃうシリーズ 第11弾 年下彼氏とお買いものデートのあとで編（西畑颯太）
- Dark Night Princess 第一弾 スノーホワイト（クルト）
- 同棲彼氏 vol.1（春日井優也）
- 年下彼氏くんの戸惑い初体験（島谷蒼）
- 二階堂記念病院 第3弾 内科医羽生田の淫欲カルテ（羽生田慧）
- 花衣の君に酔いて（西園寺月杜）
- ラブユーブング2nd season 穂積汪編（穂積汪）

### BLCD
- オメルタ CODE：TYCOON ドラマCD Vol.4 密林の虎編 「密林からの逃亡者」（密林の虎）
- 3P×BL SONG♪ 彰良&唯之（彰良）
- 裸執事ドラマCD 鬼魂島の夜 ～チン怪奇!? 無人島に眠る鬼伝説～（有里和馬）

### ボイスドラマ
- 絶頂島の姫（九垓）[13][注 1]

## ディスコグラフィ
| 発売日         | 商品名 | 歌          | 楽曲              | 備考                                                 |
| -------------- | --- | ----------- | ----------------- | ---------------------------------------------------- |
| 2019年10月23日 | アニメ「指先から本気の熱情-幼なじみは消防士-」完全版Blu-ray&DVDコミックフェスタアニメショップ限定特典主題歌CD | trI☆Fighter | 「BLAZING LUV!!」 | アニメ『指先から本気の熱情-幼なじみは消防士-』主題歌 |